# Mollinedia butleriana
Mollinedia butleriana es una especie de planta de flores perteneciente a la familia Monimiaceae. Es endémica de Honduras. Es un árbol que se encuentra en las selvas lluviosas de las tierras bajas costeras del Atlántico.

## Fuente
- Nelson, C. 1998.  Mollinedia butleriana.   2006 IUCN Red List of Threatened Species.   Bajado el 22-08-2007.